# Glossaire du stoïcisme
Voici un glossaire des termes grecs que l'on retrouve dans la philosophie stoïcienne.

## A
adiaphore
ἀδιάφορα: choses jugées indifférentes, ni bonnes ni mauvaises.
agathos
ἀγαθός: le bon objet du désir.
anthrôpos
ἄνθρωπος: l'être humain, utilisé par Epictète pour exprimer un idéal éthique.
apatheia
ἀπάθεια: sérénité, tranquillité d'esprit, intérieure, celle atteinte par le sage stoïcien.
aphormê
ἀφορμή: aversion, impulsion à ne pas agir (à la suite de l' ekklisis ). À l'opposé de l' hormê .
apoproêgmena
ἀποπροηγμένα: choses non référencées. Des choses moralement indifférentes mais naturellement indésirables, comme la maladie. En face de proêgmena .
arête
ἀρετή: Vertu. Bonté et excellence humaine.
askêsis
ἄσκησις: formation disciplinée conçue pour atteindre la vertu.
ataraxie
ἀταραξία: tranquillité, non perturbée par les choses extérieures.
autarkeia
αὐτάρκεια: autosuffisance, indépendance mentale de toutes choses.

## D
daimôn
δαίμων: esprit divin chez les humains.
dihairesis
διαίρεσις: analyse, division en parties. Utilisé pour distinguer ce qui est soumis à notre pouvoir de choix de ce qui ne l'est pas.
dikaiosyne
δικαιοσύνε: justice, «conforme à la loi et instrumentale du sens du devoir» (Diogène Laertius 7,98). Une des quatre vertus (justice, courage, tempérance, sagesse / prudence).
dogme
δόγμα: principe établi par la raison et l'expérience.
doxa
δόξα: croyance, opinion.

## E
ekklisis
ἔκκλισις: aversion, inclination à s'éloigner d'une chose. Face à orexis .
ekpyrôsis
ἐκπύρωσις: conflagration cyclique de l'Univers.
eph 'hêmin
ἐφ 'ἡμῖν: à nous, ce qui est en notre pouvoir, par exemple l'utilisation correcte des impressions.
épistêmê
ἐπιστήμη: connaissance certaine et vraie, au-delà de celle de la katalêpsis .
eudaimonia
εὐδαιμονία: bonheur, bien-être.
eupatheia
εὐπάθεια: bon sentiment (par opposition au pathétique ), survenant chez le sage stoïcien qui exécute des jugements et des actions corrects (vertueux).

## H
hêgemonikon
ἡγεμονικόν: faculté dirigeante de l'esprit.
heimarmenê
εἱμαρμένη: destin, destin.
hormê
ὁρμή: impulsion positive ou appétit vers un objet (à la suite d'une orexis ). En face de aphormê .
hylê
ὕλη: matière, matière.

## K
Kalos
κάλος: magnifique. Parfois utilisé dans un sens moral: honorable, vertueux.
katalêpsis
κατάληψις: compréhension et conviction claires.
Kathêkon
καθῆκον: devoir, action appropriée sur le chemin de la Vertu.
Kosmos
κόσμος: ordre, monde, univers.

## L
logikos
λογικός: rationnel.
logos
λόγος: raison, explication, mot, argument. Aussi, le principe de commande dans le kosmos .
logos spermatikos
λόγος σπερματικός: le principe générateur de l'Univers qui crée et reprend toutes choses.

## N
nomos
νόμος: loi, coutume.

## O
oiêsis
οἴησις: opinion, généralement arrogante ou vaniteuse.
oikeiôsis
οἰκείωσις: propriété de soi et extension. Le processus de conscience de soi chez tous les animaux, ce qui chez l'homme conduit à un sentiment de communauté.
orexis
ὄρεξις: désir, inclination vers une chose, face à ekklisis .
ousia
οὐσία: substance, être.

## P
paideia
παιδεία: formation, éducation.
palingénésie
παλιγγενεσία: renouvellement périodique du monde associé à l' ekpyrôsis .
pathétique
πάθος: passion ou émotion, souvent excessive et basée sur de faux jugements.
phantasiai
φαντασία: impression, apparence, la manière dont quelque chose est perçu.
physis
φύσις: la nature.
pneuma
πνεῦμα: air, souffle, esprit, souvent comme principe de la physique stoïcienne.
proêgmena
προηγμένα: choses préférées. Des choses moralement indifférentes mais naturellement souhaitables, comme la santé. En face d' apoproêgmena .
proficiens
Latin pour prokoptôn
airèse pro (h)
προαίρεσις: libre arbitre, choix raisonné, donner ou refuser son consentement aux impressions.
prokopê
προκοπή: progrès, sur le chemin de la sagesse.
prokoptôn
προκόπτων: disciple stoïcien. Une personne qui progresse. Même si l'on n'a pas obtenu la sagesse d'un sage; lorsque des actions appropriées sont de plus en plus choisies, de moins en moins d'erreurs seront commises, et l'une d'entre elles sera Prokoptôn, qui progressera.
prolêpsie
πρόληψις: préconception possédée par tous les êtres rationnels.
prosochē
προσοχή: attitude et pratique de l'attention, de la pleine conscience. État d'attention à soi-même continue, vigilante et implacable ( prohairesis )
psyché
ψυχή: esprit, âme, vie, principe vivant.

## S
sophos
σοφός: personne sage, sage vertueux et idéal éthique.
synkatathèse (sunkatathèse)
συγκατάθεσις: assentiment, approbation des impressions, permettant une action.
sympatheia
συμπάθεια: sympathie, affinité des parties avec le tout organique, interdépendance mutuelle.

## T
technê
τέχνη: artisanat, art. L'application pratique des connaissances, en particulier epistêmê .
telos
τέλος: but ou objectif de la vie.
theôrêma
θεώρημα: principe général ou perception.
theos
θεός: dieu; associé à l’ordre dans l’univers.
tonos
τόνος: tension, un principe de la physique stoïcienne provoquant l'attraction et la répulsion, et aussi la cause de la vertu et du vice dans l'âme.